# Nappa Hall
Nappa Hall er en befæstet herregård Wensleydale, North Yorkshire, England. English Heritage har beskrevet den som "sandsynligvis det fineste og mindst spolerede befæstede herregård i Nordengland".
Den nævnes første gang i 1251 som Nappay.
Den ligger omkring 1,5 km øst for Askrigg md udsigt over græsningsområder, der leder ned til floden Ure. Det er en et-etagers bygning med en central hal placeret mellem to tårne; det vestlige tårn er fire etager og det østlige er to etager. I 1600-tallet blev er tilføjet en ekstra længe.
Nappa Hall er en listed building af første grad.